# 布萊恩·瓊斯
布萊恩·瓊斯（英語：Brian Jones，1942年2月28日—1969年7月3日），全名路易斯·布萊恩·霍普金斯·瓊斯，英國音樂家，滾石合唱團創始團員。他所演奏的樂器不勝枚舉，但以吉他和口琴為主。他獨領樂壇、創先融入西塔琴、馬林巴等傳統或民族樂器，是滾石樂團曲風轉變的重要功臣。瓊斯原本是滾石樂團的領導人，但很快地在米克·傑格和凱斯·理查茲成為默契十足的創作搭擋後，鋒芒轉黯。由於長期沉溺於酒精和毒品中，他在團內的重要性更日趨渺小。1969年6月，瓊斯離開滾石樂團，為米克·泰勒所取代。翌月，他在自家游泳池溺斃身亡。